# Why Can’t We Be a Family Again?
Why Can’t We Be a Family Again? ist ein US-amerikanischer Dokumentar-Kurzfilm von Roger Weisberg und Murray Nossel aus dem Jahr 2002. Die Dokumentation wurde 2003 für die Oscarverleihung als bester Dokumentar-Kurzfilm nominiert.

## Inhalt
Der Film folgt den Brüdern Danny und Raymond Jacob aus New York City, deren Mutter das Sorgerecht entzogen wurde, nachdem sie die beiden 1997 alleine ließ, um sich Drogen zu besorgen, über drei Jahre. Seither wuchsen sie als Pflegekinder bei ihrer Großmutter auf, haben aber die Hoffnung nicht aufgegeben, dass ihre Mutter die Sucht nach Crack überwindet und sie wieder eine Familie sein können. Unterstützt werden sie von Sozialarbeitern des Center for Family Life in Brooklyn.

## Produktion
Ursprünglich dokumentierten Weisberg und Nossel
die Arbeit des Centers for Family Life anhand von sechs betreuten Familien über drei Jahre. Die Geschichte der Brüder passte zwar nicht in die daraus entstandene Dokumentation A Brooklyn Family Tale, die Dokumentarfilmer entschlossen sich aber die Aufzeichnungen zu den Jacob-Brüdern zu einem Kurzfilm zusammenzufassen. Dieser wurde auf Filmfestivals gezeigt. Die Kosten des Kurzfilms betrugen $ 224.000.
Die Brüder wurden Jahre später von Weisberg für die Dokumentation Broken Places nochmals besucht. Der ältere Bruder hatte zu dem Zeitpunkt einen Hochschulabschluss, war Radiomoderator und trainierte privat eine Jugendbasketballmannschaft. Der jüngere Bruder  hatte einen psychischen Zusammenbruch, wurde mit manischen Depressionen diagnostiziert und wurde ein Sozialfall.

## Rezeption
PBS bezeichnete den Film als eine emotional schmerzhafte Dokumentation. Er zeige wie zwei Brüder, deren Leben durch die Sucht und Vernachlässigung durch die Mutter zerstört wurde, gedeihen würden und neu definieren würden, was es heiße eine Familie zu sein. Es gebe kein Hollywood-Ende und keine Lösung. Der Film sei aber ein Dokument menschlichen Willens und das Porträt einer mutigen und bedrohten Familie.

## Ehrungen
- Oscars 2003: Nominierung für den Oscar für den besten Dokumentar-Kurzfilm. Die Auszeichnung ging an Bill Guttentag und Robert David Port für Twin Towers.[4]